# Herbert Köfer
Herbert Köfer (Berlin, 1921. február 17. – Berlin, 2021. július 24.) német színész, szinkronszínész és műsorvezető.

## Élete
1937 és 1940 között a berlini Ernst Busch Színművészeti Főiskolán tanult.
1941-ben behívták a Wehrmachtba, Potsdamba, ahol szikratávírász lett. Kiképzésének befejezése után a keleti frontra vezényelték. Miután megsebesült, egy düsseldorfi hadikórházba szállították, majd amerikai hadifogságba esett, ahol egy színházi csoportban játszott. A háború befejezése után, 1945-ben Berlinben már újra fellépett.
1952. december 21-én a német televíziózás első hírbemondójaként állt kamera elé az Aktuelle Kamera című hírműsorban, majd közel 40 évvel később, 1991. december 31-én a Deutscher Fernsehfunk televízióadó (az egykori keletnémet állami csatorna) utolsó adásában is ő olvasta fel a híreket.
Herbert Köfer a „legidősebb, prominens, még mindig aktív ügetőversenyzőként” szerepelt a Guinness Rekordok könyvében, és 2017 szeptembere óta a német Rekordintézetben „a világ legidősebb aktív színészeként” tartották számon.

## Filmográfia

### Mozi
- 1951: Die Sonnenbrucks … Christian Föns
- 1953: Halálraítélt hajó (Anna Susanna)
- 1955: Ein Polterabend … Rittmeister von Blötzow
- 1956: Ördögi kör (Der Teufelskreis) … Theo Neubauer
- 1957: Mazurka der Liebe … mézkereskedő
- 1959: Maibowle … TV szerelő
- 1959: Ehesache Lorenz … a bolt vezetője
- 1959: Reportage 57 … vendég az étteremben
- 1960: Die schöne Lurette
- 1963: A halál részére fenntartva (Reserviert für den Tod) … csellista
- 1963: Farkasok közt védtelen (Nackt unter Wölfen) … Kluttig
- 1963: Verliebt und vorbestraft … Jacko
- 1963: Most és halálom óráján (Jetzt und in der Stunde meines Todes) … Ping-Pong
- 1964: Schwarzer Samt … Dr. Kosel
- 1964: Pension Boulanka … Colanta
- 1964: Lütt Matten und die weiße Muschel
- 1964: Wolf unter Wölfen … von Studmann
- 1965: Der Reserveheld … a rendező
- 1965: Denk bloß nicht, ich heule … Röhle úr
- 1965: Lót felesége (Lots Weib) … az áruház főnöke
- 1966/2009: Hände hoch oder ich schieße
- 1967: Nászéjszaka esőben (Hochzeitsnacht im Regen) … főedző
- 1967: Frau Venus und ihr Teufel … Heinrich
- 1967: Ein Lord am Alexanderplatz … Lenz
- 1968: Flórián kapitány (Hauptmann Florian von der Mühle) … Medicus
- 1968: Mord am Montag … Laube felügyelő
- 1968: Emberrablók (Schüsse unterm Galgen) … McCharles
- 1968: Krupp und Krause … Paul Barbarino
- 1968: Der Mord, der nie verjährt … von Winsen
- 1969: Maga tetszik nekem (Jungfer, Sie gefällt mir)
- 1971: KLK an PTX – Die Rote Kapelle … Schnabel
- 1971: Egész Spanyolország felett felhőtlen az ég (Über ganz Spanien wolkenloser Himmel) ... Richard Hartlieb
- 1972: A család örangyala (Der Mann, der nach der Oma kam) … Wilhelm Kotschmann
- 1972: Tecumseh … Mac
- 1974: Liebe mit 16 … tanctanár
- 1974: … verdammt, ich bin erwachsen … Jubke cipész
- 1974: Az ördög és a bábjátékos (Hans Röckle und der Teufel) … Reichenbach
- 1976: Nelken in Aspik ... Dietmar Freiherr von Fredersdorff-Lützenheim
- 1976: Liebesfallen … Prof. Kallmann
- 1976: Das Licht auf dem Galgen … Myrtle
- 1978: Hullának is kell lennie (Einer muß die Leiche sein) … Dieter Gotthardt
- 1980: Víkendház nélkül nem élet az élet (Der Baulöwe) ... a rendező
- 1986: Rabenvater … Radetzki
- 2010: Die Taube auf dem Dach
- 2012: Bis zum Horizont, dann links!

### Televízió
- 1960: Fernsehpitaval: Der Fall Haarmann (televíziós sorozat) … Retz felügyelő
- 1960: Fernsehpitaval: Der Fall Hoefle … Stehrer, újságíró
- 1962: Fernsehpitaval: Auf der Flucht erschossen … Freiherr von Selchow
- 1963: Bonner Pitaval: Die Affäre Heyde-Sawade (televíziós sorozat) … Dr. Gorgass
- 1966: Árnyak a Notre Dame felett (Schatten über Notre-Dame) ...  Rochambeaux biztos (vierteiliger Fernsehfilm)
- 1967: Rote Bergsteiger (televíziós sorozat, epizód Gewagtes Spiel)
- 1969: Androklus und der Löwe … Androklus
- 1970: Halálodra magadra maradsz (Jeder stirbt für sich allein, háromrészes TV-film)
- 1970: Fisch zu viert … Rudolf Mossdenger
- 1973: Eva und Adam (négyrészes TV-film) … Willi Lienau
- 1973: A rendőrség száma 110 (Polizeiruf 110): Nachttresor (televíziós sorozat) ... Franz Schramm
- 1973: Az ikrek (Die Zwillinge) … Munze
- 1974: Neues aus der Florentiner 73 … Pawlak
- 1974: A rendőrség száma 110 (Polizeiruf 110): Fehlrechnung … Hellwig
- 1974: Die Ostsee ruft … Martin Lehnert
- 1974: Das Wunschkind … Willi Lindner
- 1974: Toggenburger Bock
- 1975: Házasság női módra (Heiraten/weiblich) ...  Martin Bechstein
- 1975: Du bist dran mit Frühstück
- 1975: Die schwarze Mühle … miniszter
- 1975: Männerwirtschaft … Walter Plong
- 1975: Fischzüge … Dr. Goldewin
- 1976: Frauen sind Männersache … Gerhard Köhler
- 1976: Nicht kleinzukriegen … Hermann Paepke
- 1977: Urlaub nach Prospekt … Robert Zenker
- 1977: Drei Töchter – Armer Vater … Richard Gorbacher
- 1978: A nyugdíjasnak sosincs ideje (Rentner haben niemals Zeit; televíziós sorozat, 20 epizód) … Paul Schmidt
- 1979: Maxe Baumann: Überraschung für Max … Hugo Krüger
- 1980: Aber Doktor … Sepp Koch
- 1980: A rendőrség száma 110 (Polizeiruf 110): Der Einzelgänger … Hugo
- 1980: Grenadier Wordelmann … Schmitzdorff
- 1981: Martin XIII. … Martin XI.
- 1981: Maxe Baumann: Maxe in Blau … Martin XI.
- 1981: A rendőrség száma 110 (Polizeiruf 110): Auftrag per Post … Herbert Siebert
- 1981: Der Lumpenmann … Richard Müller
- 1982: Reggeli az ágyban (Frühstück im Bett) … Ernst Martin
- 1982: Geschichten übern Gartenzaun (televíziós sorozat, 7 epizód) … Florian Timm
- 1984–1986: Familie Neumann / Neumanns Geschichten (televíziós sorozat, 31 epizód) … Hans Neumann
- 1985: A rendőrség száma 110 (Polizeiruf 110): Egy lépéssel több (Ein Schritt zu weit) … Martin Veltin
- 1985: Neues übern Gartenzaun (televíziós sorozat, 7 epizód) … Florian Timm
- 1986: König Karl … Karl Zobawa
- 1986: Das Gesellenstück … Otto Kimmel
- 1986: A rendőrség száma 110 (Polizeiruf 110): A nagy tehetség (Ein großes Talent) … a színész
- 1986: Schäferstündchen … Paul Polte
- 1987: Maxe Baumann aus Berlin
- 1987: Danke für die Blumen ... Schneller nagyapa
- 1989: Tierparkgeschichten (televíziós sorozat, 7 epizód)
- 1989: Von Fall zu Fall (televíziós sorozat)
- 1989: Egy nö és három férfi (Eine Frau für drei) … Paul
- 1989: Konstantin und Alexander … Konstantin
- 1991: Akt mit Blume
- 1993: Auto Fritze (televíziós sorozat, epizód Weiberwirtschaft) … Eduard „Ede“ Kahlke
- 1993: Immer wieder Sonntag (televíziós sorozat, 2 epizód)
- 1994: Elbflorenz (televíziós sorozat, 13 epizód) … Hubert
- 1995: Die Bratpfannenstory ... Friedrich Riemer
- 1996: Der Millionär ... Hermann Grothe
- 1997: Pension Schöller ... Ludwig Schöller
- 1997: Aber ehrlich! (televíziós sorozat)
- 1997: Dr. Sommerfeld – Neues vom Bülowbogen (televíziós sorozat, epizód Der neue Doktor)
- 1997, 1998: Leinen los für MS Königstein (televíziós sorozat, 2 epizód)
- 1999: Schloss Einstein (televíziós sorozat, epizód 74)
- 2000: Wolffs Revier (televíziós sorozat, epizód: Wolffs Falle)
- 2001–2014: In aller Freundschaft (televíziós sorozat, különböző szerepek, 3 epizód)
- 2002: Charly – Majom a családban (Unser Charly, epizód Rufmord)
- 2002: Liebesau – Die andere Heimat (négyrészes TV-film, 2 epizód) … Schönstein nagyapa
- 2005: Jobb ma egy ügyvéd, mint holnap kettő (Bettgeflüster & Babyglück) … Heinz Lehmann
- 2005: Mein Vater und ich
- 2005: SOKO Wismar (televíziós sorozat, epizód Schöne Aussicht)
- 2006: Unsere zehn Gebote (televíziós sorozat, epizód Gebot 8 – Du sollst nicht falsch Zeugnis reden wider deinen Nächsten)
- 2006, 2014: SOKO Leipzig (televíziós sorozat, különböző szerepek, 2 epizód)
- 2007: Allein unter Bauern (televíziós sorozat, epizód Der alte Mann und das Gewehr)
- 2007: Ein starkes Team: Blutige Ernte (televíziós sorozat) … Karl Impekoven
- 2008: KDD – Kriminaldauerdienst (televíziós sorozat, epizód Im Zwielicht)
- 2010: Notruf Hafenkante (televíziós sorozat, epizód Alte Freunde)
- 2012: Heiter bis tödlich: Akte Ex (televíziós sorozat, epizód Endlich Prinzessin) … Theo Pieper
- 2021: Krauses Zukunft (televíziós sorozat) Fanny apja
- 2021: Wer weiß denn sowas? (Kvíz, közvetítés a 100. születésnapon)

## Díjai
- 1964: Heinrich-Greif-Preis[9]
- 1965: Silberner Lorbeer des Fernsehfunks der DDR
- 1966: Silberner Lorbeer des Fernsehfunks der DDR (für das Fernsehspiel „Hannes Trostberg“)
- 1969: Nationalpreis der DDR, I. Klasse für Krupp und Krause / Krause und Krupp
- 1977: Vaterländischer Verdienstorden in Bronze
- 1979: Vaterländischer Verdienstorden in Gold
- 1981: Fernsehliebling der FF dabei
- 1981: Ernst-Schneller-Medaille in Gold
- 1982: Fernsehliebling der FF dabei
- 1983: Fernsehliebling der FF dabei
- 1985: Fernsehliebling der FF dabei
- 1986: Nationalpreis II. Klasse für Kunst und Literatur
- 1986: Fernsehliebling der FF dabei
- 1988: Theodor-Körner-Preis (DDR) (im Kollektiv)
- 2002: Goldene Henne(wd) életművéhez
- 2020: Goldene Henne életművéhez[10]

## Könyvei
- Das war’s noch lange nicht. Erinnerungen. Ullstein, Berlin 1995, ISBN 3-548-35507-2
- Nie war es so verrückt wie immer… Das Neue Berlin, Berlin 2008, ISBN 3-360-01934-2
- Ick hab überall zu tun Verlag am Park, Berlin 2014, ISBN 978-3-945187-17-3
- 99 und kein bisschen leise. Eulenspiegel Verlag, Berlin 2020, ISBN 978-3-359-01192-7

## Fordítás
- Ez a szócikk részben vagy egészben a Herbert Köfer című német Wikipédia-szócikk fordításán alapul.  Az eredeti cikk szerkesztőit annak laptörténete sorolja fel. Ez a jelzés csupán a megfogalmazás eredetét és a szerzői jogokat jelzi, nem szolgál a cikkben szereplő információk forrásmegjelöléseként.